# Шефольд, Карл
Карл Ше́фольд (Шефолд; нем. Karl Schefold; 26 января 1905, Хайльбронн, Германия — 16 апреля 1999, Базель, Швейцария) — классический археолог из Базеля, Швейцария.

## Биография
Окончив гимназию в Штутгарте, изучал античность в Тюбингенском и Гейдельбергском, затем в Йенском университетах, а в 1930 году в Марбургском университете получил докторскую степень (науч. рук-ль Пауль Якобсталь). Работал в немецких археологических институтах в Риме и Афинах, принимал участие в раскопках.
В 1935 году эмигрировал в Швейцарию в Базель, где габилитировался по классической археологии. В 1953 году занял кафедру.
Был членом немецкого, австрийского и американского археологических институтов, а также Баварской и Британской АН (членкор последней 1976).
С 1935 года был женат на дочери Карла фон ден Штейнена Марианне. Все трое его сыновей также стали профессорами.